# Les Aristocrates (roman)
Pour les articles homonymes, voir Les Aristocrates.
Les Aristocrates est un roman de Michel de Saint Pierre publié en 1954 aux éditions de la Table ronde et ayant reçu le grand prix du roman de l'Académie française et le prix des Libraires l'année suivante. Le roman a été adapté au cinéma en 1955 dans le film homonyme Les Aristocrates de Denys de La Patellière.

## Résumé
Le marquis de Maubrun est un homme droit et fier, pétri des valeurs d'antan et des traditions de son illustre famille. Veuf, il a la charge de son immense domaine, les cousins et tantes qui y séjournent, six fils et une fille. Cette dernière Daisy, tombe sous le charme d'un parvenu, Christophe "de Conti", et brave tous les interdits de son père. Mais le marquis lui-même cède aux avances de l'amie de sa fille, Jeanne Dupré. Les sept enfants jugent leur père (qui ne s'impose pas les mêmes règles qu'à sa fille) et Jeanne est éloignée.

## Commentaires
(mars 2019).
- Si vous ne connaissez pas le sujet, laissez ce bandeau (vous pouvez alors contacter les auteurs).
- Si vous supprimez le contenu mis en cause (vous pouvez préalablement contacter les auteurs),

argumentez précisément cette suppression dans la page de discussion
(un manque de référence n'est pas un argument ; une recherche réelle de référence doit avoir été effectuée, être formellement documentée).
Ce roman est une vaste fresque de la vie des aristocrates de province d'après-guerre. On y trouve :
- un domaine historique mais lourd aussi bien financièrement que psychologiquement (car tous les personnages se trouvent dans un huis clos oppressant) ;
- un père veuf, traditionaliste, ferme, solitaire et accessoirement chasseur (on trouve un large chapitre décrivant le retour d'une chasse au début du livre) ;
- un fils aîné aventureux qui a le sens des affaires ;
- un fils cadet sage et taciturne qui devient jésuite ;
- un autre cadet doux-dingue et rêveur ;
- une fille révoltée qui aspire à une autre vie ;
- deux fils jumeaux farceurs et puérils ;
- des cousins passionnés de généalogie qui viennent étudier les archives du château ;
- des tantes acariâtres et sévères ;
- des parvenus qui usurpent le nom d'un « prince du sang passablement historique » (p. 58) ;
- des gens de maison fidèles et attachés au domaine.

Malgré l'avertissement qui précède l'œuvre (« Toute ressemblance entre les héros de ce roman et des personnages vivants ou morts serait purement fortuite - et ceci vaut pour les membres de ma famille ») Michel de Saint Pierre s'est largement inspiré de la famille de sa mère[réf. nécessaire]. En effet, Pechpeyrou-Comminges de Guitaut (nom de sa mère) devient Rémicourt-Porringes de Maubrun (dans le livre) ; le prénom Athanase est fréquent dans la famille de Guitaut depuis le XVIIe siècle. Dans Les Aristocrates, ce prénom est remplacé par Arthus ; plusieurs occurrences dans l'œuvre du nom de Guitaut et du château d'Époisses (terre de cette famille) ; la description du château de Maubrun (immense bâtisse flanquée de deux tours dont celle dite « de Brunehaut ») est aussi valable pour le château d'Époisses qui fut la demeure au VIe siècle de la reine Brunehaut ; à plusieurs reprises le livre aborde le sujet de l'arrière-grand-père de feu l'épouse du marquis, Anatole Mousquet du Hodna (maréchal d'Empire dont la noblesse est contestée par les aristocrates d'Ancien Régime que sont les Maubrun). Or Athanase de Guitaut a épousé à la fin du XIXe siècle Louise Soult de Dalmatie (descendante du maréchal Soult).

## Éditions
- Les Aristocrates, éditions de la Table ronde, 1954.